# ヴァルポヴォ
ヴァルポヴォ（クロアチア語: Valpovo,ハンガリー語: Valpó）はクロアチア、スラボニア地方のオシエク＝バラニャ郡の都市および基礎自治体でオシエクの北西25kmの場所に位置する。標高は91mで2001年の国勢調査による人口は7,904人、基礎自治体全体では12,327人である。人口のほとんどはクロアチア人が占める。

## 歴史
今日のヴァルポヴォ周辺は古代ローマの居住地であるイオヴァリューム(Iovalium)であったと考えられている。ヴァルポヴォの最初の文書の記録は1332年に遡り、1438年にはヴァルポボの城壁に関して言及されている。今日、中世の城壁一部分はプランダウ=ノウマン城(Prandau-Normann)に保存されている。ナチスの傀儡政権であったクロアチア独立国が倒れた後の1945年から1946年にかけてユーゴスラビア社会主義連邦共和国によってドイツ人などの強制収容所が置かれていた。

## 経済
ヴァルポヴォの経済は農業や畜産業、林業、木材加工、食品加工業などを基盤としている。また工業では近郊で天然ガスや石油の貯蔵が行われている。近隣のオシエクやドニ・ミホリャツなどと道路で結ばれている。

## みどころ
ドラーヴァ川の河岸に近く、古くは封建領主が居住していた。ヴァルポヴォに現在も残る文化遺産である中世の城壁跡や古い煉瓦の橋、教会や整備された公園などは町の観光名所となっている。プランダウ＝ノウマン城はノウマン＝エレンフェルス伯爵(Normann-Ehrenfels)やプランダウ＝ヒレプラント男爵(Prandau-Hilleprandt)が所有した華麗な城で7回改築が行われている。25万㎡の敷地には121種の草木が植えられている。ヴァルポヴォ公園はスラボニア地方では一番美しい公園とされている。ヴァルポヴォでは毎年夏に文化行事が開催され、重要な行事となっている。また、周辺部の川や湖では釣りが楽しめる他、狩猟やワインなども楽しめる。